# Вилябланка
Вилябланка (на испански: Villablanca) е населено място и община в Испания. Намира се в провинция Уелва, в състава на автономната област Андалусия. Общината влиза в състава на района (комарка) Коста Оксидентал. Заема площ от 98 km². Населението му е 2800 души (по преброяване от 2010 г.). Разстоянието до административния център на провинцията е 61 km.

## Демография
| 1996 | 1998 | 1999 | 2000 | 2001 | 2002 | 2003 | 2004 | 2005 | 2006 |
| ---- | ---- | ---- | ---- | ---- | ---- | ---- | ---- | ---- | ---- |
| 2072 | 2052 | 2030 | 2053 | 2060 | 2075 | 2146 | 2222 | 2324 |      |